# Francesc de Paula Jené i Aixalà
Francesc de Paula Jené i Aixalà (Lleida, 28 de desembre de 1889 – Barcelona, 30 de setembre de 1974) fou un advocat i polític català, diputat a les Corts Espanyoles durant la Segona República.

## Biografia
El seu pare era un banquer de Cervera, fundador de la Banca Jené. El 1911 es llicencià en dret i fins als anys 1930 fou militant del Partit Liberal Conservador. Com a advocat, defensà els encausats pels fets del sis d'octubre de 1934 a Lleida, i poc després ingressà a ERC. A les eleccions generals espanyoles de 1936 fou elegit diputat per la província de Lleida dins del Front d'Esquerres.
Durant la guerra civil espanyola fou nomenat fiscal del Tribunal de Cassació de Catalunya, però va dimitir juntament amb el seu amic Manuel de Irujo Ollo com a protesta per l'excessiva repressió vers els militants del POUM a causa dels fets de maig de 1937. El 1939 marxà a França, establint-se primer a Acs i després a Perpinyà, on hi va viure fins al 1952, quan decidí tornar a Catalunya. Degut a la negativa del Col·legi d'Advocats de Lleida a acceptar-lo a causa del seu passat polític, es va establir a Barcelona, on el seu Col·legi d'Advocats sí que l'acceptà. Va exercir la seva professió allunyat totalment de qualsevol implicació política.